# 迈克·亚当
迈克·亚当（英語：Mike Adam，1981年6月3日—），加拿大男子冰壶运动员。他曾代表加拿大获得2006年冬季奥运会冰壶比赛男子团体金牌。他也曾在2001年获得世界青年冰壶锦标赛冠军。